# Fantasma (filme)
Fantasma (Phantom, no original em alemão) é um filme mudo de 1922, dirigido por F. W. Murnau. Foi considerado perdido durante muitos anos, até ser anunciada, em 2003, a finalização de sua reconstrução e restauração a partir do negativo original, graças ao trabalho conjunto da equipe do Bundesarchiv-Filmarchiv, em Berlim, com Luciano Berriatúa e Camille Blot-Wellens da Friedrich-Wilhelm-Murnau-Foundation, em Wiesbaden.
O roteiro em seis atos foi escrito por Thea von Harbou, com colaboração não creditada de Hans Heinrich von Twardowski, baseado no romance homônimo que foi lançado no mesmo ano pelo escritor alemão Gerhart Hauptmann, laureado com o Prêmio Nobel de Literatura em 1912. Hauptmann, demonstrando aprovação quanto à adaptação cinematográfica de seu livro, aparece fazendo uma ponta logo no primeiro minuto do filme.

## Sinopse
Lorenz Lubota trabalha em uma repartição pública e escreve poemas. Ao mostrar seus escritos ao encadernador Starke, este afirma que aquilo era obra de um gênio. Andando absorto nos pensamentos em sua futura carreira literária, Lorenz é atropelado pela carruagem conduzida por Veronika Harlan, jovem riquíssima e lindíssima que desperta uma imediata paixão insana em Lorenz.
Logo, Lorenz, buscando adquirir melhor aparência para impressionar Veronika, vai até a casa da tia Schwabe, uma agiota, para pedir-lhe dinheiro emprestado a fim de que possa comprar roupas melhores, alegando, para conseguir o objetivo, seu futuro irreversível de sucesso literário. Infelizmente, estava presente na casa de Schwabe um vigarista, que passa a aproveitar-se da inocência de Lorenz para usá-lo como meio de conseguir dinheiro fácil. As empreitadas do vigarista dão certo, graças ao fracasso da carreira literária de Lorenz e ao desejo doentio que este tem de conquistar Veronika, desejo esse que o atinge com muito mais força quando ele conhece Melitta, uma sósia de sua amada. Melitta, contudo, não passa de outra vigarista, que somente quer os benefícios advindos do dinheiro de Lorenz, levando-o à ruína financeira e penal.
Paralelamente, há o drama na família de Lorenz, retratado pelo adoecimento da mãe e pela irmã ambiciosa por uma vida mais fácil.

### Ato I
Em uma casa de campo, Lorenz Lubota olha pela janela enquanto pensa em seu passado. Sua esposa Marie lhe dá um caderno para que ele anote seus pensamentos, como forma de expiar os crimes cometidos. A história passa a ser contada no passado pelas anotações de Lorenz.
Lorenz mora com sua mãe e um casal de irmãos, Melanie e Hugo. Após um café da manhã em que Melanie é repreendida pelos olhares da mãe, Lorenz avisa que chegará mais tarde porque tem de ajudar a tia Schwabe na contabilidade, algo reprovado pela mãe, que acusa a tia de fazer negócios ilícitos.
Lorenz e seu irmão saem, o segundo vai para a escola de arte e o primeiro segue para o escritório de encadernação do Sr. Starke. Lá, Lorenz mostra para ele e para sua filha Marie Starke um caderno contendo algumas poesias por ele escritas, as quais são muito elogiadas.
Enquanto isso, Melanie continua sendo repreendida por sua mãe, que questiona o tipo de trabalho que a filha tem e a fonte de tantas roupas de boa qualidade. Ofendida, Melanie junta seus pertences e sai de casa.
Lorenz, a caminho do seu trabalho em uma repartição pública, se entretém com livros em uma banca. Ao notar que ia chegar atrasado, apressa-se distraidamente e é atropelado pela carruagem conduzida por Veronika Harlan. Após recobrar-se sem arranhões, Lorenz apaixona-se insanamente pela belíssima Veronika. Persegue, sem ser notado, a carruagem e adentra a mansão onde ela mora, da qual é expulso por um empregado da família Harlan.

### Ato II
Chega ao escritório do Sr. Starke um aclamado professor, a quem é solicitada a avaliação comercial dos poemas de Lorenz para uma possível publicação.
Lorenz não vai trabalhar e retorna a casa, onde encontra sua mãe entristecida, que lhe conta sobre a turbulenta partida de Melanie, sem, contudo, despertar nele nenhum sentimento de tristeza, pois ele continuava pensando em Veronika.
Lorenz sai para tomar ar e encontra o Sr. Starke, que o puxa para dentro de seu escritório para lhe contar, com exagerada empolgação, sobre o que fizera com seu caderno de poesias. Lorenz passa a acreditar que é um grande poeta, com o futuro destinado a uma carreira literária brilhante. Assim pensando, vai novamente até a frente da casa de Veronika e acaba por descobrir o nome dela por meio de uma garotinha que brincava por lá. Depois, segue para a casa de Schwabe, onde estava um vigarista. Lorenz conta para Schwabe, diante dos ouvidos atentos do vigarista, sobre a avaliação positiva que seus poemas haviam recebido e sobre sua possível publicação.
Nisso, o professor retorna ao escritório do Sr. Starke e lhe conta que os poemas não possuíam valor comercial.
Diante da notícia da iminente fama literária de Lorenz, Schwabe lhe concede dinheiro emprestado para que ele compre roupas melhores. Ao sair, Lorenz é acompanhado pelo vigarista, que afirma que o auxiliará na compra das vestimentas. Já vestido com as novas e elegantes roupas, Lorenz e o vigarista vão a uma taberna, onde encontram Melanie servindo de acompanhante a um cavalheiro. Inicia-se, então, uma confusão motivada pela falsa certeza da parte do cavalheiro de que sua acompanhante Melanie o abandonara por Lorenz. O cavalheiro agride Lorenz que, ferido na cabeça, é retirado da taberna por Melanie e pelo vigarista. Os três tomam uma carruagem e, ao passarem em frente à casa de Veronika, o vigarista conta que o Sr. Harlan deseja o enlace de sua filha com um homem rico de nome Wiedenberg, informação que leva Lorenz a pular da carruagem e a tentar entrar desesperadamente na casa de Veronika, no que é contido por sua irmã e pelo vigarista. A transgressão de Lorenz é anotada por um guarda.
A mãe de Lorenz, já aflita, esperava insone o retorno de seu filho, que chega trazido pelo vigarista. Melanie ficou aguardando do lado de fora e vai embora com o vigarista.
Lorenz dorme sendo velado por sua mãe.

### Ato III
Melanie e o vigarista tomam café da manhã juntos na casa dele ao mesmo tempo em que ele passa a arquitetar um plano de usar o bom conceito que Schwabe tinha de Lorenz para arrancar dinheiro dela.
Entrementes, um mensageiro do serviço público chega à casa de Lorenz e pergunta à sua mãe porque ele tem faltado ao trabalho sem justificativa. A mãe, surpresa, diz que Lorenz está doente, o que não convence o mensageiro. Lorenz acorda e o mensageiro lhe comunica as reclamações que haviam chegado sobre seu comportamento no dia anterior. Lorenz ameaça agredir o mensageiro, mas é impedido por sua mãe e contenta-se com rasgar a mensagem.
Lorenz vai até a casa dos Harlan e pergunta à mãe de Veronika se era verdade que ela intencionava casar sua filha com um homem rico de nome Wiedenberg. O Sr. Harlan é chamado e Lorenz aproveita para solicitar-lhe a honra de poder cortejar sua filha, obtendo como resposta o prazo de um ano para que voltem a tratar do assunto.
Marie, em visita à mãe de Lorenz, ouve o desabafo lamentoso dela a respeito do comportamento estranho que o filho tem apresentado.
Lorenz toma uma carruagem ao sair da casa dos Harlan e pede para ser lavado à melhor taverna da cidade. Durante o trajeto, finge que nem viu o aceno do Sr. Starke. Na taverna, Lorenz se espanta ao avistar Melitta e ao perceber nela uma impressionante semelhança física com Veronika. Lorenz mal consome o que pedira e abandona a taverna para acompanhar Melitta e sua mãe até a casa delas.
O vigarista conta para Schwabe que Lorenz anda circulando, graças ao talento literário, nas melhores rodas sociais, e que sua fama como escritor cresceria mais rapidamente se ele tivesse dinheiro para investir na carreira.
Após beijar Mellitta, Lorenz decide passar a noite na casa dela.

### Ato IV
Na manhã seguinte, a mãe de Melitta solicita, de maneira sutil, uma ajuda financeira a Lorenz. Nesse ínterim, o mensageiro retorna à casa de Lorenz e entrega à sua mãe uma carta de demissão.
Lorenz procura o vigarista na casa deste e descobre que Melanie está coabitando lá. Ao confessar ao vigarista que precisa de mais dinheiro, Lorenz ouve o plano de solicitá-lo a Schwabe mediante o empenho dos royalties de seus poemas. O dinheiro é conseguido facilmente por Lorenz e logo repartido com o vigarista.
Schwabe vai até a casa da mãe de Lorenz. Após ler o conteúdo da carta de demissão, ela avisa à mãe dele que havia emprestado uma grande soma de dinheiro a Lorenz e que gostaria de saber como o montante estava sendo empregado. Simultaneamente, Lorenz dá o dinheiro a Melitta e ambos saem para comprar roupas caras para ela e um tecido para a mãe de Lorenz. Mais tarde, a mãe de Lorenz, muito infeliz, mesmo com o tecido presenteado, conta a ele que Schwabe o estava esperando na casa dela.
Lorenz vai até a casa de Schwabe e esta, muito brava com as respostas evasivas que ele lhe dá, avisa que o acusará à polícia se em três dias ele não devolver o dinheiro.

### Ato V
Lorenz corre até a casa do vigarista e conta para ele e para Melanie acerca da conversa com Schwabe e o vigarista propõe que eles roubem o dinheiro dela, usando a força se necessário.
A mãe de Lorenz passa mal e é ajudada por Hugo.
No dia seguinte, chamado dia cambaleante, Lorenz gasta uma grande soma de dinheiro levando Melitta a diversões caras e comprando-lhe roupas finas.
No próximo dia, chamado dia cinzento, Lorenz retorna a sua casa e fica sabendo que sua mãe está muito doente. De lá ele retorna à casa de Schwabe e conta a ela que mentira quanto a seu futuro literário, algo que a enfurece mais ainda. De volta à casa do vigarista, Lorenz é convencido a roubar o dinheiro de Schwabe.

### Ato VI
No outro dia, chamado dia negro, o vigarista vai à casa de Schwabe para jantar com ela. Às duas horas da madrugada, Lorenz, muito ansioso, segue para o mesmo lugar, onde o vigarista o espera acordado. Melanie havia chegado antes e recebe do vigarista as chaves da casa, lançadas pela janela. As chaves são passadas a Lorenz, que entra enquanto Melanie aguarda do lado de fora.
Um homem de bicicleta, perdido, busca onde mora Schwabe, perguntando aos vizinhos onde fica a casa dela.
Lorenz ilumina o ambiente com uma lanterna para que o vigarista possa arrombar o cofre. Tão logo conseguem abri-lo, o homem de bicicleta acha o endereço certo e toca a campainha. O vigarista sai para afugentar o homem de bicicleta ao mesmo tempo em que Schwabe acorda e flagra Lorenz ao lado do cofre aberto. Ela grita por socorro, no que é contida pelo vigarista, que a mata esganada. Melanie foge do local durante o intervalo em que uma multidão se reúne em frente a casa de Schwabe. A polícia logo chega e detém Lorenz e o vigarista.
Melanie vai à casa de sua mãe, onde conta à Marie o ocorrido e parte para sempre, após despedir-se de Hugo e de sua mãe.
Lorenz é preso. Mais tarde, logo quando é solto, Marie e o Sr. Starke o esperam do lado de fora da prisão, de onde o conduzem à casa no campo, que passará a ser seu novo lar.
Há um retorno ao tempo presente. Lorenz acaba de escrever suas memórias e entrega o caderno à sua esposa Marie, que o beija.

## Dados de produção
- Direção: F. W. Murnau
- Produção: Erich Pommer, da Universum Film Aktien Gesellschaft
- Roteiro: Thea von Harbou, Hans Heinrich von Twardowski (não creditado)
- Cinematografia: Axel Graatkjär, Theophan Ouchakoff
- Trilha sonora: Leo Spies
- Direção de arte: Erich Czerwonski, Vally Reinecke
- Cenografia: Hermann Warm
- Gênero: drama expressionista
- Duração: 118 minutos
- País de origem: Alemanha
- Formato: preto e branco, mudo com sons ambientes, tamanho 1,33:1

## Estilo
O filme mostra, com dinamismo irrepreensível, a sucessão simultânea de tramas paralelas que frequentemente se encontram, provocando interferências indeléveis em seus acontecimentos e culminando com um desfecho trágico para todas, abrindo, porém, espaço para a redenção final.
A direção de arte distorcida para ressaltar estados anímicos dos personagens, característica do cinema expressionista alemão, está presente nas várias alucinações de Lorenz Lubota e nas cenas estilizadas a partir da influência de pinturas e desenhos de Käthe Kollwitz e Edvard Munch, resultando num drama de forte teor psicológico.

## Locações
Os ambientes exteriores urbanos foram rodados em Potsdam e os rurais em Neubabelsberg, estado de Brandemburgo, Alemanha. Como as filmagens tiveram de ser interrompidas durante três meses para que Murnau se recuperasse de uma cirurgia para tratar uma grave doença renal adquirida durante sua participação como piloto de combate na Primeira Guerra Mundial, muitos dos cenários urbanos de Postdam foram destruídos pela chuva e tiveram de ser reconstruídos em Neubabelsberg.
Os interiores foram filmados no estúdio Bioscop-Atelier, em Neubabelsberg.

## Elenco
- Alfred Abel – Lorenz Lubota
- Frieda Richard – mãe de Lorenz Lubota
- Aud Egede Nissen – Melanie, irmã de Lorenz Lubota
- Hans Heinrich von Twardowski – Hugo, irmão de Lorenz Lubota
- Adolf Klein – Sr. Harlan
- Olga Engl – esposa de Hardware Dealer Harlan
- Lya de Putti – duplo papel, como Veronika, filha dos Harlan, e como Melitta
- Karl Etlinger – Sr. Starke, o encadernador
- Lil Dagover – Marie Starke, filha do encadernador
- Ilka Grüning – mãe de Melitta
- Grete Berger – tia Schwabe, a agiota
- Anton Edthofer – vigarista
- Heinrich Witte – funcionário público

## Exibições comerciais
A première ocorreu no Decla-Lichtspiele, na cidade de Düsseldorf, Alemanha, no dia 11 de outubro de 1922. Sua estreia se deu em 13 de novembro de 1922, no UFA-Palast am Zoo, em Berlim, como parte das comemorações do 60º aniversário de Gerhart Hauptmann, autor do livro que deu origem ao filme. Depois de atingir vários países europeus, Fantasma chegou à Ásia e foi exibido em 07 de março de 1924 no Japão.
O filme somente teve sua primeira exibição pública em cinema brasileiro no dia 30 de outubro de 2008, por ocasião da Programação Poemas Visionários: O Cinema de F. W. Murnau, ocorrida no Centro Cultural Banco do Brasil do Rio de Janeiro em homenagem aos 120 anos de nascimento do diretor alemão.

## DVD
Em 2008, a Cultclassic lançou no Brasil o DVD de Fantasma, contendo a versão integral e colorizada do filme, com legendas opcionais em português. Os extras, muito restritos, incluem apenas algumas fotos do filme e informações técnicas do DVD.